# خلیج منار
خلیج منار خلیج کم عمق بزرگی است که بخشی از دریای لاکادیو در اقیانوس هند را تشکیل می‌دهد. این خلیج بین ساحل غربی سری‌لانکا و نوک جنوب شرقی هند، در منطقه ساحل کوروماندل قرار دارد. زنجیره ای از جزایر و صخره‌های کم ارتفاع معروف به پل آدم که شامل جزیره منار نیز هست، خلیج منار را از خلیج پالک که در شمال بین سری‌لانکا و هند واقع شده‌است، جدا می‌کند. فیل دریایی در این خلیج یافت می‌شود.